# Charles Chiniquy

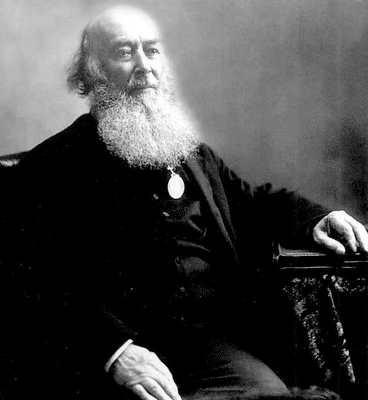
Charles Chiniquy, foto från 1860-talet.

Charles Telesphore Chiniquy, född 30 juli 1809, död 16 januari 1899, var en kanadensisk präst.
Chiniquy var ursprungligen katolik och ivrigt verksam för nykterhetsrörelsen i Kanada. Efter dåliga erfarenheter av det katolska prästerskapets moral nedlade han sitt prästämbete, och efter ytterligare stridigheter med kyrkan, som till slut exkommunicerade honom, gick han 1858 tillsammans med sin dåvarande församling över till presbyterianerna. Chinquy har utgett flera antiromerska skrifter, som väckt mycket uppseende och översatts till flera språk. På svenska finns utgivna Guds gåva (1888), Presten, kvinnan och bikten (1890, 2:a upplagan 1899), Femtio år i romerska kyrkan (1892) samt Fyrtio år i Kristi kyrka (1900).